# Вырождение (квантовая механика)

Вырожденные состояния в квантовой системе

Вырождение (квантовая механика) — явление, при котором некоторая физическая величина (например. энергия, импульс и т. д.), характеризующая квантовую физическую систему, принимает одно и то же значение для разных состояний квантовой физической системы. Кратностью вырождения называется число различных состояний квантовой физической системы, имеющих одно и то же значение физической величины. 
Математически это значит, что оператор этой физической величины имеет вырожденное собственное значение. Кратность вырождения равна размерности собственного подпространства для данного собственного значения. В случае вырождения недостаточно знать значения вырожденной физической величины, чтобы полностью охарактеризовать состояние системы, необходимо знать также значение других физических величин, которые все вместе образуют полную систему коммутирующих наблюдаемых.
Пример вырождения — случай нахождения частицы массой {\displaystyle m} в квантовой нити квадратного сечения (движение по двум координатам {\displaystyle x} и {\displaystyle y} ограничено: {\displaystyle 0<x<L}, {\displaystyle 0<y<L}, а по третьей координате {\displaystyle z} свободно). В таком случае набор возможных энергий записывается как
{\displaystyle E_{n_{x},n_{y}}={\frac {\pi ^{2}\hbar ^{2}}{2mL^{2}}}(n_{x}^{2}+n_{y}^{2})=E^{*}\cdot (n_{x}^{2}+n_{y}^{2})},
где {\displaystyle n_{x}}, {\displaystyle n_{y}} — натуральные числа, а {\displaystyle E^{*}=\,}const. Здесь, например, уровень {\displaystyle E=5E^{*}} оказывается двукратно вырожденным (ему соответствуют и комбинация {\displaystyle n_{x}=1,\,n_{y}=2}, и комбинация {\displaystyle n_{x}=2,\,n_{y}=1}), а уровень {\displaystyle E=50E^{*}} вырожден трёхкратно (варианты: {\displaystyle n_{x}=1,\,n_{y}=7}; {\displaystyle n_{x}=5,\,n_{y}=5}; {\displaystyle n_{x}=7,\,n_{y}=1}).
Вырождение играет фундаментальную роль в квантовой статистической механике. Для системы из N частиц в трех измерениях один уровень энергии может соответствовать нескольким различным волновым функциям. Все эти вырожденные состояния на одном уровне с равной вероятностью могут быть заполнены. Количество таких состояний дает вырождение того или иного уровня энергии.